# 아박다
아박다(Abagtha)는 아하수에로왕의 환자이다. 에스델기 1장 10절에 한 차례 언급된다. 아하수에로왕이 아박다와 6명의 다른 고위관들에게 와스디 왕후를 초청하도록 명령한다.
"아박다"라는 이름의 어원은 미상이다.
에스더 1:10에서 아박다는 סָרִיס (sarīs)로 언급된다. 내시로 번역된 이 히브리어 단어는 거세된 남자뿐만 아니라 일반 궁정 관리를 의미할 수도 있다. 아박다와 다른 여섯 명의 관리들은 왕족 여성이 아니라 왕을 시중드는 사람으로 언급되어 있으므로, 기술적인 의미에서 그는 내시가 아니었을 가능성이 있다.